# Campeonato Mundial de Atletismo em Pista Coberta de 2016 - Pentatlo feminino
A prova do pentatlo feminino do Campeonato Mundial de Atletismo em Pista Coberta de 2016 ocorreu no dia 18 de março em Portland, nos Estados Unidos.

## Recordes
Antes desta competição, os recordes mundiais e do campeonato nesta prova eram os seguintes:
|    | Nome               | Nacionalidade | Pontos   | Local             | Data               |
| -- | ------------------ | ------------- | -------- | ----------------- | ------------------ |
| WR | Natallia Dobrynska | Ucrânia       | 5013 pts | Istambul, Turquia | 9 de março de 2012 |
| CR | Natallia Dobrynska | Ucrânia       | 5013 pts | Istambul, Turquia | 9 de março de 2012 |

## Medalhistas
| Ouro                        | Prata                     | Bronze                |
| Brianne Theisen-Eaton (CAN) | Anastasiya Mokhnyuk (UKR) | Alina Fyodorova (UKR) |

## Resultados

### 60 metros com barreiras
A prova dos 60 metros com barreiras ocorreu às 11:35. 
| Colocação | Bateria | Nome                     | Nacionalidade  | Tempo | Pontos | Notas |
| --------- | ------- | ------------------------ | -------------- | ----- | ------ | ----- |
| 1         | 2       | Brianne Theisen-Eaton    | Canadá         | 8.04  | 1120   | PB    |
| 2         | 2       | Anastasiya Mokhnyuk      | Ucrânia        | 8.11  | 1104   | PB    |
| 3         | 1       | Alina Fyodorova          | Ucrânia        | 8.27  | 1068   | PB    |
| 4         | 2       | Kendell Williams         | Estados Unidos | 8.31  | 1059   |       |
| 5         | 2       | Kateřina Cachová         | Chéquia        | 8.34  | 1052   |       |
| 6         | 1       | Barbara Nwaba            | Estados Unidos | 8.43  | 1032   | SB    |
| 7         | 2       | Makeba Alcide            | Santa Lúcia    | 8.47  | 1024   |       |
| 8         | 1       | Celina Leffler           | Alemanha       | 8.49  | 1019   | SB    |
| 9         | 1       | Györgyi Zsivoczky-Farkas | Hungria        | 8.56  | 1004   |       |
| 10        | 1       | Georgia Ellenwood        | Canadá         | 8.64  | 987    |       |
| 11        | 1       | Morgan Lake              | Reino Unido    | 8.70  | 974    |       |
| 12        | 2       | Salcia Slack             | Jamaica        | 8.72  | 969    |       |

### Salto em altura
A prova do dalto em alturas ocorreu às 12:15. 
| Colocação | Nome                     | Nacionalidade  | 1.64 | 1.67 | 1.70 | 1.73 | 1.76 | 1.79 | 1.82 | 1.85 | 1.88 | 1.91 | Resultados | Pontos | Notas | Total |
| --------- | ------------------------ | -------------- | ---- | ---- | ---- | ---- | ---- | ---- | ---- | ---- | ---- | ---- | ---------- | ------ | ----- | ----- |
| 1         | Morgan Lake              | Reino Unido    | –    | –    | –    | –    | –    | o    | o    | o    | xo   | xxx  | 1.88       | 1080   |       | 2054  |
| 2         | Alina Fyodorova          | Ucrânia        | o    | o    | o    | o    | o    | o    | o    | o    | xxx  |      | 1.85       | 1041   | SB    | 2109  |
| 3         | Györgyi Zsivoczky-Farkas | Hungria        | –    | –    | o    | xo   | o    | o    | xo   | o    | xxx  |      | 1.85       | 1041   | SB    | 2045  |
| 4         | Brianne Theisen-Eaton    | Canadá         | –    | –    | –    | –    | o    | o    | xo   | xo   | xxx  |      | 1.85       | 1041   | SB    | 2161  |
| 5         | Anastasiya Mokhnyuk      | Ucrânia        | –    | –    | –    | o    | xo   | o    | o    | xxo  | xxx  |      | 1.85       | 1041   | PB    | 2145  |
| 6         | Kendell Williams         | Estados Unidos | –    | –    | xo   | o    | o    | o    | xxo  | xxo  | xxx  |      | 1.85       | 1041   |       | 2100  |
| 7         | Barbara Nwaba            | Estados Unidos | –    | –    | o    | o    | o    | o    | xo   | xxx  |      |      | 1.82       | 1003   |       | 2035  |
| 8         | Kateřina Cachová         | Chéquia        | o    | o    | o    | o    | o    | xxo  | xxx  |      |      |      | 1.79       | 966    |       | 2018  |
| 9         | Georgia Ellenwood        | Canadá         | –    | –    | o    | xo   | o    | xxo  | xxx  |      |      |      | 1.79       | 966    |       | 1953  |
| 10        | Makeba Alcide            | Santa Lúcia    | o    | o    | o    | xxo  | o    | xxx  |      |      |      |      | 1.76       | 928    |       | 1952  |
| 11        | Celina Leffler           | Alemanha       | xxo  | o    | xxo  | xxx  |      |      |      |      |      |      | 1.70       | 855    | SB    | 1874  |
| 12        | Salcia Slack             | Jamaica        | xxx  |      |      |      |      |      |      |      |      |      | NM         | 0      |       | 969   |

### Arremesso de peso
A prova do arremesso de peso ocorreu às 14:25. 
| Colocação | Nome                     | Nacionalidade  | #1    | #2    | #3    | Resultados | Pontos | Notas | Total |
| --------- | ------------------------ | -------------- | ----- | ----- | ----- | ---------- | ------ | ----- | ----- |
| 1         | Alina Fyodorova          | Ucrânia        | 15.05 | 15.44 | 15.41 | 15.44      | 890    |       | 2999  |
| 2         | Anastasiya Mokhnyuk      | Ucrânia        | 14.35 | 14.11 | 15.01 | 15.01      | 862    | PB    | 3007  |
| 3         | Barbara Nwaba            | Estados Unidos | 15.00 | –     | –     | 15.00      | 861    | PB    | 2896  |
| 4         | Györgyi Zsivoczky-Farkas | Hungria        | 13.88 | 14.54 | 13.92 | 14.54      | 830    | PB    | 2875  |
| 5         | Brianne Theisen-Eaton    | Canadá         | 13.44 | 13.60 | 13.70 | 13.70      | 774    | SB    | 2935  |
| 6         | Morgan Lake              | Reino Unido    | 13.18 | 13.61 | 13.01 | 13.61      | 768    | SB    | 2822  |
| 7         | Makeba Alcide            | Santa Lúcia    | 13.46 | 13.20 | x     | 13.46      | 758    | NR    | 2710  |
| 8         | Kendell Williams         | Estados Unidos | 13.45 | x     | 13.09 | 13.45      | 757    |       | 2857  |
| 9         | Salcia Slack             | Jamaica        | 13.14 | 13.24 | x     | 13.24      | 743    |       | 1712  |
| 10        | Celina Leffler           | Alemanha       | 12.58 | 12.74 | 13.17 | 13.17      | 739    |       | 2613  |
| 11        | Georgia Ellenwood        | Canadá         | 12.54 | 12.30 | 12.26 | 12.54      | 697    |       | 2650  |
| 12        | Kateřina Cachová         | Chéquia        | 11.13 | 12.26 | 11.76 | 12.26      | 678    | SB    | 2696  |

### Salto em distância
A prova do salto em distância ocorreu às 17:15. 
| Colocação | Nome                     | Nacionalidade  | #1   | #2   | #3   | Resultados | Pontos | Notas | Total |
| --------- | ------------------------ | -------------- | ---- | ---- | ---- | ---------- | ------ | ----- | ----- |
| 1         | Anastasiya Mokhnyuk      | Ucrânia        | 6.37 | 6.66 | 6.37 | 6.66       | 1059   | PB    | 4066  |
| 2         | Brianne Theisen-Eaton    | Canadá         | 6.37 | 6.42 | x    | 6.42       | 981    | SB    | 3916  |
| 3         | Alina Fyodorova          | Ucrânia        | 6.33 | 6.31 | –    | 6.33       | 953    | SB    | 3952  |
| 4         | Kendell Williams         | Estados Unidos | x    | 6.30 | 6.10 | 6.30       | 943    |       | 3800  |
| 5         | Györgyi Zsivoczky-Farkas | Hungria        | 6.28 | x    | x    | 6.28       | 937    | SB    | 3812  |
| 6         | Kateřina Cachová         | Chéquia        | x    | 5.91 | 6.11 | 6.11       | 883    |       | 3579  |
| 7         | Morgan Lake              | Reino Unido    | 6.03 | 5.88 | 5.95 | 6.03       | 859    | SB    | 3681  |
| 8         | Georgia Ellenwood        | Canadá         | 5.72 | 5.67 | 6.01 | 6.01       | 853    |       | 3503  |
| 9         | Salcia Slack             | Jamaica        | x    | 5.93 | x    | 5.93       | 828    |       | 2540  |
| 10        | Makeba Alcide            | Santa Lúcia    | 5.58 | 5.86 | 5.89 | 5.89       | 816    |       | 3526  |
| 11        | Barbara Nwaba            | Estados Unidos | 5.84 | x    | 5.76 | 5.84       | 801    | SB    | 3697  |
| 12        | Celina Leffler           | Alemanha       | 5.64 | 5.83 | 5.75 | 5.83       | 798    |       | 3411  |

### 800 metros
A prova dos 800 metros ocorreu às 20:10. 
| Colocação | Nome                     | Nacionalidade  | Tempo   | Pontos | Notas |
| --------- | ------------------------ | -------------- | ------- | ------ | ----- |
| 1         | Brianne Theisen-Eaton    | Canadá         | 2:09.99 | 965    | SB    |
| 2         | Barbara Nwaba            | Estados Unidos | 2:10.07 | 964    | SB    |
| 3         | Györgyi Zsivoczky-Farkas | Hungria        | 2:18.48 | 844    | SB    |
| 4         | Makeba Alcide            | Santa Lúcia    | 2:18.65 | 842    | SB    |
| 5         | Salcia Slack             | Jamaica        | 2:19.00 | 837    |       |
| 6         | Kateřina Cachová         | Chéquia        | 2:19.97 | 824    |       |
| 7         | Georgia Ellenwood        | Canadá         | 2:20.18 | 821    |       |
| 8         | Morgan Lake              | Reino Unido    | 2:20.40 | 818    |       |
| 9         | Alina Fyodorova          | Ucrânia        | 2:20.42 | 818    |       |
| 10        | Kendell Williams         | Estados Unidos | 2:22.82 | 786    |       |
| 11        | Anastasiya Mokhnyuk      | Ucrânia        | 2:23.19 | 781    |       |
| 12        | Celina Leffler           | Alemanha       | 2:24.01 | 770    |       |

### Classificação final
Classificação final após termino das provas. 
| Colocação         | Nome                     | Nacionalidade  | 60 m c/b | SA   | AP    | SD   | 800 m   | Pontos | Notas |
| ----------------- | ------------------------ | -------------- | -------- | ---- | ----- | ---- | ------- | ------ | ----- |
| Medalha de ouro   | Brianne Theisen-Eaton    | Canadá         | 8.04     | 1.85 | 13.70 | 6.42 | 2:09.99 | 4881   | WL    |
| Medalha de prata  | Anastasiya Mokhnyuk      | Ucrânia        | 8.11     | 1.85 | 15.01 | 6.66 | 2:23.19 | 4847   | PB    |
| Medalha de bronze | Alina Fyodorova          | Ucrânia        | 8.27     | 1.85 | 15.44 | 6.33 | 2:20.42 | 4770   | PB    |
| 4                 | Barbara Nwaba            | Estados Unidos | 8.43     | 1.82 | 15.00 | 5.84 | 2:10.07 | 4661   | PB    |
| 5                 | Györgyi Zsivoczky-Farkas | Hungria        | 8.56     | 1.85 | 14.54 | 6.28 | 2:18.48 | 4656   | SB    |
| 6                 | Kendell Williams         | Estados Unidos | 8.31     | 1.85 | 13.45 | 6.30 | 2:22.82 | 4586   |       |
| 7                 | Morgan Lake              | Reino Unido    | 8.70     | 1.88 | 13.61 | 6.03 | 2:20.40 | 4499   |       |
| 8                 | Kateřina Cachová         | Chéquia        | 8.34     | 1.79 | 12.26 | 6.11 | 2:19.97 | 4403   |       |
| 9                 | Makeba Alcide            | Santa Lúcia    | 8.47     | 1.76 | 13.46 | 5.89 | 2:18.65 | 4368   |       |
| 10                | Georgia Ellenwood        | Canadá         | 8.64     | 1.79 | 12.54 | 6.01 | 2:20.18 | 4324   |       |
| 11                | Celina Leffler           | Alemanha       | 8.49     | 1.70 | 13.17 | 5.83 | 2:24.01 | 4181   |       |
| 12                | Salcia Slack             | Jamaica        | 8.72     | NM   | 13.24 | 5.93 | 2:19.00 | 3377   |       |

Legenda
| Recorde mundial       | Recorde mundial (World record)               |                       | Recorde africano                      | Recorde africano (African) |                                           | Q | Classificado por posição (Qualified) |
| Recorde do campeonato | Recorde do campeonato (Championship record)  | Recorde da América    | Recorde da América (Americas)         | q                          | Classificado por melhor tempo (Qualified) |   |                                      |
| Melhor marca do ano   | Melhor marca do ano (World leading)          | Recorde asiático      | Recorde asiático (Asian)              | DNS                        | Não largou (Did not start)                |   |                                      |
| Recorde nacional      | Recorde nacional (National record)           | Recorde europeu       | Recorde europeu (European)            | DNF                        | Não terminou (Did not finish)             |   |                                      |
| Recorde pessoal       | Recorde pessoal do atleta (Personal best)    | Recorde da Oceania    | Recorde da Oceania (Oceania)          | DSQ / DQ                   | Desclassificado (Disqualified)            |   |                                      |
| Recorde da temporada  | Recorde da temporada do atleta (Season best) | Recorde sul-americano | Recorde sul-americano (South America) | NM                         | Sem marca (No mark)                       |   |                                      |